# Coupe de Guyane de football
La Coupe de Guyane de football est une compétition annuelle de football à élimination directe disputée entre clubs guyanais,.
Elle est organisée par la Ligue de football de la Guyane.

## Palmarès
| Saison  | Vainqueur                                                            | Score                                                                | Finaliste                                                            |
| ------- | -------------------------------------------------------------------- | -------------------------------------------------------------------- | -------------------------------------------------------------------- |
| 1959-60 | AJ Saint-Georges                                                     | ?                                                                    | ?                                                                    |
| 1960-64 | inconnu                                                              | inconnu                                                              | inconnu                                                              |
| 1964-65 | AJ Saint-Georges                                                     | 3-2                                                                  | ASL Sport guyanais                                                   |
| 1965-66 | AJ Saint-Georges                                                     | ?                                                                    | ?                                                                    |
| 1966-67 | inconnu                                                              | inconnu                                                              | inconnu                                                              |
| 1967-68 | ASL Sport guyanais                                                   | ?                                                                    | ?                                                                    |
| 1968-69 | AJ Saint-Georges                                                     | ?                                                                    | ?                                                                    |
| 1969-70 | ASL Sport guyanais                                                   | ?                                                                    | ?                                                                    |
| 1970-71 | AJ Saint-Georges                                                     | ?                                                                    | ?                                                                    |
| 1971-72 | ASL Sport guyanais                                                   | ?                                                                    | ?                                                                    |
| 1972-73 | USC Roura                                                            | ?                                                                    | ?                                                                    |
| 1973-74 | AS Club colonial                                                     | ?                                                                    | ?                                                                    |
| 1974-75 | AS Club colonial                                                     | ?                                                                    | ?                                                                    |
| 1975-76 | Olympique de Cayenne                                                 | 2-1                                                                  | ASC Le Geldar                                                        |
| 1976-77 | ASC Le Geldar                                                        | ?                                                                    |                                                                      |
| 1977-78 | AS Club colonial                                                     | ?                                                                    | ?                                                                    |
| 1978-79 | ASC Le Geldar                                                        | 2-1                                                                  | AJ Saint-Georges                                                     |
| 1979-80 | AJ Saint-Georges                                                     | ?                                                                    | ?                                                                    |
| 1980-81 | inconnu                                                              | inconnu                                                              | inconnu                                                              |
| 1981-82 | AS Club colonial                                                     | ?                                                                    | ?                                                                    |
| 1982-83 | AJ Saint-Georges                                                     | ?                                                                    | ?                                                                    |
| 1983-84 | AJ Saint-Georges                                                     | ?                                                                    | ?                                                                    |
| 1984-85 | AJ Saint-Georges                                                     | ?                                                                    | ?                                                                    |
| 1985-87 | inconnu                                                              | inconnu                                                              | inconnu                                                              |
| 1987-88 | ASL Sport guyanais                                                   | ?                                                                    | ?                                                                    |
| 1988-89 | ASL Sport guyanais                                                   | ?                                                                    | ?                                                                    |
| 1989-90 | AJ Saint-Georges                                                     | ?                                                                    | ?                                                                    |
| 1990-91 | AS Javouhey                                                          | ?                                                                    | ?                                                                    |
| 1991-92 | AS Javouhey                                                          | ?                                                                    | ?                                                                    |
| 1992-93 | AS Club colonial                                                     | ?                                                                    | ?                                                                    |
| 1993-94 | AS Club colonial                                                     | ?                                                                    | ?                                                                    |
| 1994-95 | inconnu                                                              | inconnu                                                              | inconnu                                                              |
| 1995-96 | US Sinnamary                                                         | ?                                                                    | ?                                                                    |
| 1996-97 | AS Club colonial                                                     | ?                                                                    | ?                                                                    |
| 1997-98 | US Sinnamary                                                         | ?                                                                    | AJ Saint-Georges                                                     |
| 1998-99 | EF Iracoubo                                                          | ?                                                                    | US Sinnamary                                                         |
| 1999-00 | AJ Saint-Georges                                                     | ?                                                                    | ?                                                                    |
| 2000-01 | AJ Saint-Georges                                                     | ?                                                                    | US Macouria                                                          |
| 2001-02 | US Sinnamary                                                         | ?                                                                    | ?                                                                    |
| 2002-03 | AJ Saint-Georges                                                     | ?                                                                    | ?                                                                    |
| 2003-04 | AJ Saint-Georges                                                     | 4-2                                                                  | AS Club colonial                                                     |
| 2004-05 | US Matoury                                                           | 5-1                                                                  | Cosma Foot                                                           |
| 2005-06 | US Macouria                                                          | 2-1                                                                  | Cosma Foot                                                           |
| 2006-07 | ASC Le Geldar                                                        | 3-1                                                                  | US Matoury                                                           |
| 2007-08 | CSCC                                                                 | 4-2                                                                  | AS Oyapock                                                           |
| 2008-09 | ASC Le Geldar                                                        | 3-2                                                                  | US Macouria                                                          |
| 2009-10 | ASC Le Geldar                                                        | 2-0                                                                  | US Matoury                                                           |
| 2010-11 | US Matoury                                                           | 3-2                                                                  | AJ Saint-Georges                                                     |
| 2011-12 | US Matoury                                                           | 1-0                                                                  | ASC Le Geldar                                                        |
| 2012-13 | US Matoury                                                           | 2-2 (Tab : ?)                                                        | AJ Saint-Georges                                                     |
| 2013-14 | ASC Le Geldar                                                        | 7-1                                                                  | ASC Remire                                                           |
| 2014-15 | US Matoury                                                           | 2-2 (Tab : 5-4)                                                      | ASC Le Geldar                                                        |
| 2015-16 | US Matoury                                                           | 4-3                                                                  | AS Étoile de Matoury                                                 |
| 2016-17 | abandonnée                                                           | abandonnée                                                           | abandonnée                                                           |
| 2017-18 | AS Étoile de Matoury                                                 | 3-2                                                                  | ASC Remire                                                           |
| 2018-19 | AS Étoile de Matoury                                                 | 1-0                                                                  | ASC Agouado                                                          |
| 2019-20 | compétition abandonnée durant les quarts-de-finale épidémie COVID 19 | compétition abandonnée durant les quarts-de-finale épidémie COVID 19 | compétition abandonnée durant les quarts-de-finale épidémie COVID 19 |
| 2020-21 | compétition abandonnée épidémie COVID 19                             | compétition abandonnée épidémie COVID 19                             | compétition abandonnée épidémie COVID 19                             |
| 2021-22 | compétition abandonnée épidémie COVID 19                             | compétition abandonnée épidémie COVID 19                             | compétition abandonnée épidémie COVID 19                             |
| 2022-23 | compétition abandonnée épidémie COVID 19                             | compétition abandonnée épidémie COVID 19                             | compétition abandonnée épidémie COVID 19                             |
| 2023-24 | AS Étoile de Matoury                                                 | 4-2 (AP)                                                             | Cosma Foot                                                           |
| 2024-25 | AS Étoile de Matoury                                                 | 1-0                                                                  | ASC Armire                                                           |

## Bilan
| Rang | Club                 | Titres gagnés | Année | Finales perdues | Année                              |
| ---- | -------------------- | ------------- | --- | --------------- | ---------------------------------- |
| 1    | AJ Saint-Georges     | 14            | 1959-60, 1964-65, 1965-66, 1968-69, 1970-71, 1979-80, 1982-83, 1983-84, 1984-85, 1989-90, 1999-00, 2000-01, 2002-03, 2003-04 | 4               | 1978-79, 1997-98, 2010-11, 2012-13 |
| 2    | CSC de Cayenne       | 8             | 1973-74, 1974-75, 1977-78, 1981-82, 1992-93, 1993-94, 1996-97, 2007-08                                                       | 1               | 2003-04                            |
| 3    | ASC Le Geldar        | 6             | 1976-77, 1978-79, 2006-07, 2008-09, 2009-10, 2013-14                                                                         | 4               | 1975-76, 2011-12, 2014-15          |
| 4    | US Matoury           | 6             | 2004-05, 2010-11, 2011-12, 2012-13, 2014-15, 2015-16                                                                         | 2               | 2006-07, 2009-10                   |
| 5    | ASL Sport guyanais   | 5             | 1967-68, 1969-70, 1971-72, 1987-88, 1988-89                                                                                  | 1               | 1964-65                            |
| 6    | AS Étoile de Matoury | 4             | 2017-18, 2018-19, 2023-24, 2024-25                                                                                           | 1               | 2015-16                            |
| 7    | US Sinnamary         | 3             | 1995-96, 1997-98, 2001-02 | 1               | 1998-99                            |
| 8    | AS Javouhey          | 2             | 1990-91, 1991-92 | 0               |                                    |
| 9    | US Macouria          | 1             | 2005-06 | 2               | 2000-01, 2008-09                   |
| 10   | USC Roura            | 1             | 1972-73 | 0               |                                    |
| 11   | Olympique de Cayenne | 1             | 1975-76 | 0               |                                    |
| 12   | EF Iracoubo          | 1             | 1998-99 | 0               |                                    |
| 13   | Cosma Foot           | 0             | | 3               | 2004-05, 2005-06, 2023-24          |
| 14   | ASC Remire           | 0             | | 2               | 2013-14, 2017-18                   |
| 15   | AS Oyapock           | 0             | | 1               | 2007-08                            |
| 16   | ASC Agouado          | 0             | | 1               | 2018-19                            |
| 17   | ASC Armire           | 0             | | 1               | 2024-25                            |

## Source
- (en) Hans Schöggl, « France - D.O.M. - French Guyana - List of Cup Winners », sur rsssf.com